# Belušev koreninar
Belušev ali špargljev koreninar (znanstveno ime Parahypopta caestrum) je vrsta metuljev iz družine lesovrtov, ki je razširjena po Iberskem polotoku, Franciji, Italiji, Avstriji, Češki, Slovaški, Madžarski, Balkanu, Jordaniji, Izraelu, Siriji, Iraku, Turčiji, jugozahodni Rusiji in Kazahstanu, kjer se hranijo na različnih vrstah špargljev (Asparagus officinalis, Asparagus maritime, Asparagus tenuifolis, Asparagus albus, Asparagus acutifolis, in Celtis australis).

## Opis
Metulji imajo razpon kril med 3 in 4 cm. Prednji par je rumeno bele barve, zadnji pa je rjav. Samica po oploditvi odloži jajčeca okoli koreninskega vratu šparglja. Čez približno mesec dni se izležejo rumenkaste gosenice, ki se prehranjujejo z brsti, mladimi poganjki in poganjki korenin. Gosenice zrastejo do dolžine 4,5 cm in imajo neprijeten vonj. Prezimijo gosenice v poganjkih špargljev v tleh in spomladi nadaljujejo s prehranjevanjem na poganjkih. Razvite gosenice zapustijo rastlino in se zabubijo v kokonu plitvo v tleh. Čez približno mesec dni se pojavijo metulji, ki letajo ponoči junija in julija in predvsem v špargljišču.

## Podvrste
- Parahypopta caestrum caestrum
- Parahypopta caestrum caucasica (Grum-Grshimailo, 1902) (Kavkaz, Transkavkazija)